# Eiger
El Eiger es una montaña de 3970 m de altura de los Alpes berneses de Suiza, que forma parte del conjunto Jungfrau-Aletsch-Bietschhorn declarado Patrimonio de la Humanidad por la Unesco en 2001.   Es el pico más oriental de la cadena que se extiende cruzando el Mönch (4099 m) y la Jungfrau (4158 m). La ladera septentrional de la montaña se alza alrededor de 3 km sobre Grindelwald y otros valles habitados del Oberland bernés, y la cara meridional queda frente a la región del Jungfrau-Aletsch, cubierta por algunos de los glaciares más grandes de los Alpes.

## Nombre
El Eiger se menciona ya en documentos del siglo XIII pero no existen referencias claras del origen de su nombre. Las tres montañas de la cresta se llaman -normalmente de izquierda a derecha- el Ogro (Eiger), el Monje (en alemán Mönch) y la Doncella (en alemán Jungfrau, que se traduce como "Virgen" o "Doncella"). El nombre ha sido relacionado con el término latino acer, que significa "agudo" o "puntiagudo", pero más comúnmente con el alemán eigen, en el sentido de "característico". Dado que es una montaña mítica del alpinismo por la dificultad de su cara norte, en la que han muerto muchos montañeros, se justifica el nombre de "Ogro".

## Descripción

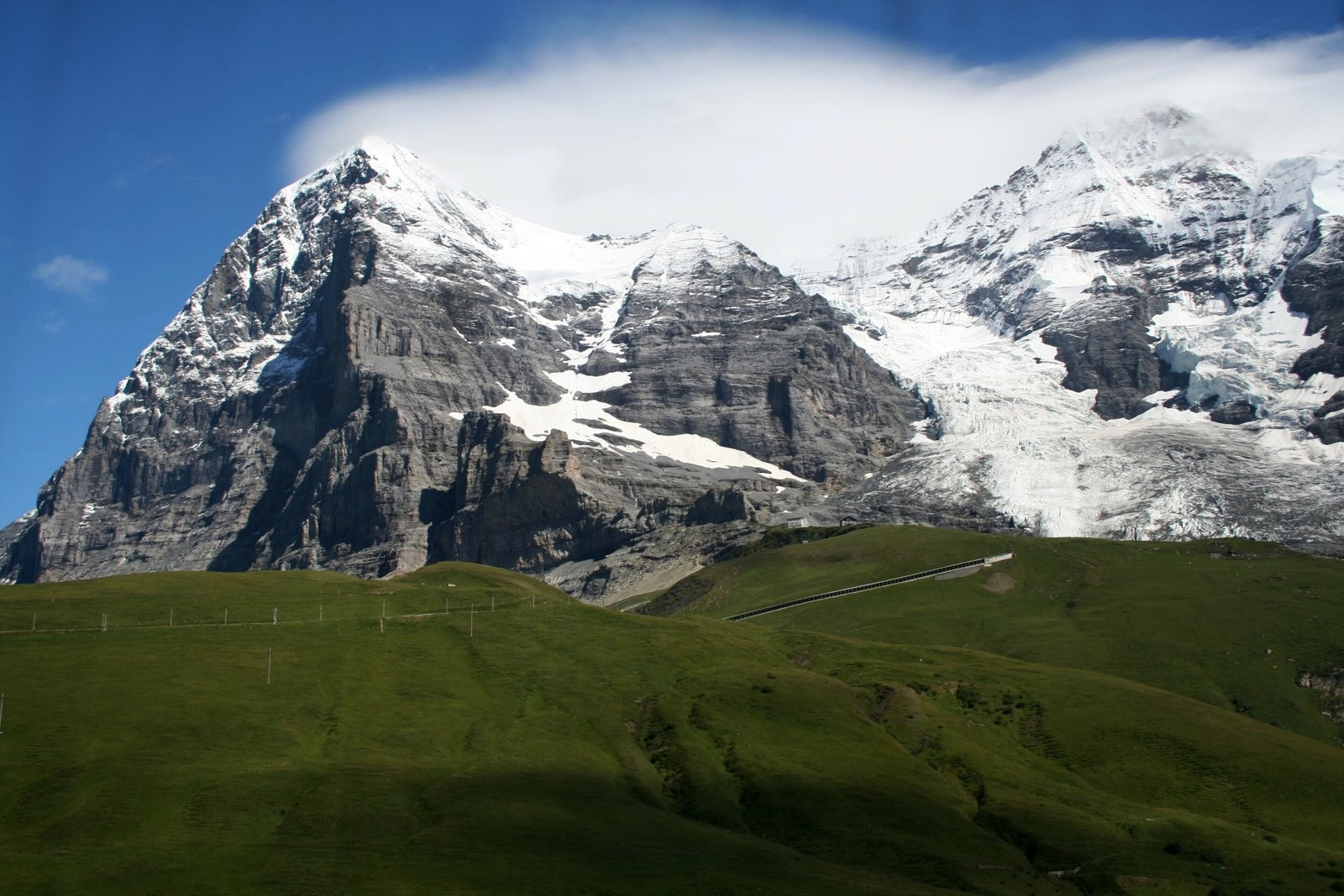
El Eiger y el Mönch desde cerca de Kleine Scheidegg.

El Eiger se encuentra 5,5 km al noreste de la Jungfrau, en la parte noreste de los Alpes berneses. A la misma distancia al norte queda el pueblo de Grindelwald, que está alrededor de 20 km de Interlaken. Al oeste hay otras localidades cercanas, en el valle de Lauterbrunnen. El Eiger se alza como una pila de roca continuada, tan inclinada que difícilmente la nieve queda pegada a sus laderas. La montaña no forma parte propiamente dicha de la cadena principal de los Alpes berneses. Es una enorme mole de piedra caliza, que se proyecta desde la masa granítica del Mönch cruzando el Eigerjoch, y los glaciares a ambos lados alimentan dos ramas de la misma corriente, el Lütschine, que se unen para desembocar en el Aar.
La impresionante pared de la Jungfrau, el Mönch y el mismo Eiger es el macizo más visible de los Alpes berneses desde muchos lugares al norte de los Alpes suizos. La región es uno de los principales destinos turísticos en los Alpes. Más altos son el Finsteraarhorn (4270 m) y el Aletschhorn (4190 m), que se encuentran unos 10 km al sur, pero son generalmente menos visibles y se hallan en medio de glaciares en zonas menos accesibles. La vertiente sur del macizo está formada solo por grandes glaciares: Aletsch, Fiesch y Grindelwald inferior y está deshabitado. El lugar Patrimonio de la Humanidad abarca toda la zona, Jungfrau-Aletsch, comprendiendo las cumbres más altas y los mayores glaciares de los Alpes berneses.
Desde Kleine Scheidegg, un túnel de ferrocarril recorre el interior del Eiger y dos estaciones interiores proporcionan un fácil acceso a ventanas con vistas en la ladera de la montaña. El ferrocarril termina en el Jungfraujoch, entre el Mönch y la Jungfrau, en la estación de ferrocarril más alta de Europa. A 2866 m dentro de la montaña queda la estación de ferrocarril de Eigernordwand, que está conectada a la cara norte por un agujero, que a veces se ha usado para rescatar a escaladores.

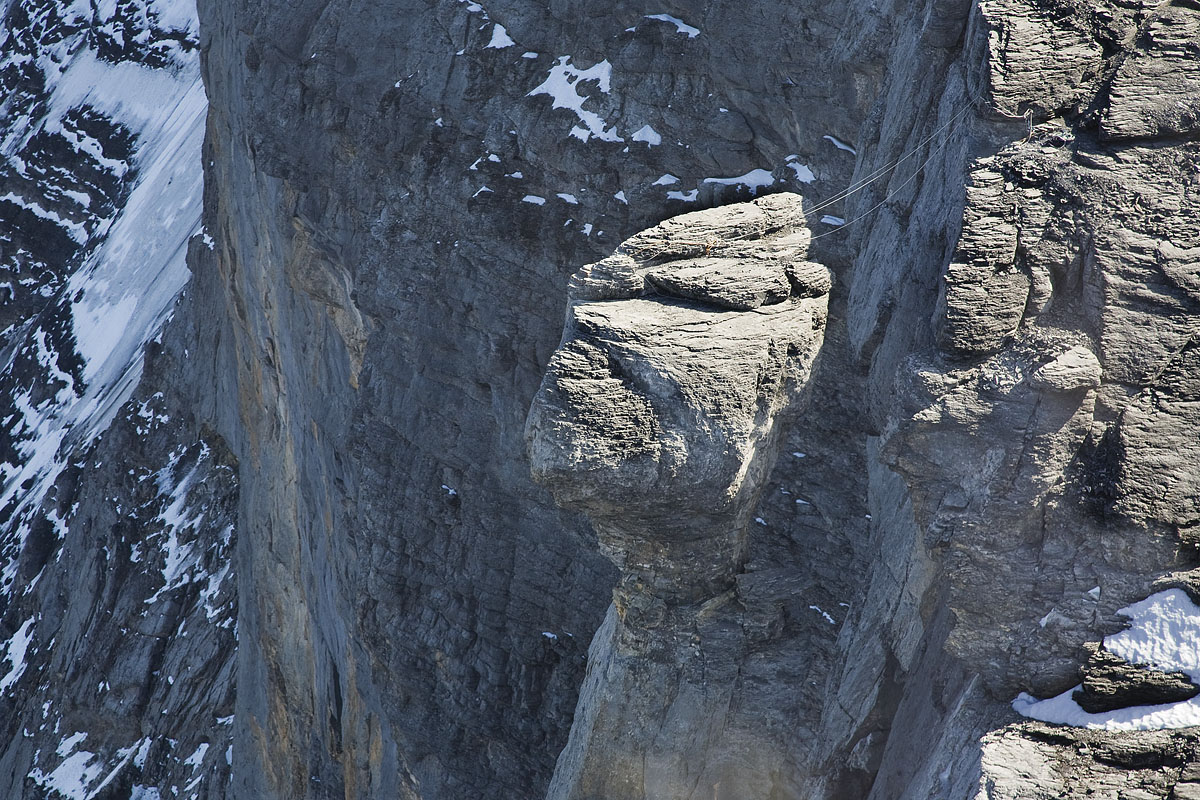
Vista cercana de la cara norte desde la arista oeste.

La espectacular Nordwand ("cara norte" en alemán) es una pared vertical de más de 1500 m de altura y 1800 m desde el valle de Grindelwald (cantón suizo de Berna). También se la llama Eigernordwand ("pared norte del Eiger"). Más precisamente es la cara noroeste, entre la arista oeste y la Mittellegi; por ser cóncava y por su orientación, es umbría y fría. En la parte superior hay una sección denominada la "Araña", un nevero en forma de estrella del que parte una serie de grietas heladas que recuerda a las patas de una araña. Ese nombre lo usó uno de los primeros escaladores de la cara norte, Heinrich Harrer, como título además de su libro sobre la escalada de la cara norte del Eiger, Die Weisse Spinne ("La araña blanca"). Es un ascenso que tiene lugares marcados con nombres evocadores, como la "Travesía Hinterstoisser" (Hinterstoisser Traverse en inglés/Hinterstoißer-Quergang), el "Nido de las Golondrinas" (Swallow's Nest/Schwalbennest), "Vivac de la muerte" (Death Bivouac/Todesbiwak), la "Rampa" o "Plancha" (Ramp/Rampe), la "Chimenea de la Cascada","Travesía de los dioses" (Traverse of the Gods/Götterquergang), la "Araña" (Spider/Spinne), las "fisuras de salida" (Exit Cracks) y las "fisuras de Cuarzo", hasta enlazar con la "arista Mittellegi" (Mittellegigrat), al norte.
Es una de las seis grandes caras norte de los Alpes. Desde el año 1935, al menos 66 escaladores han muerto mientras intentaban subir por la cara norte, lo que le ha valido el apodo alemán de Mordwand, literalmente "Pared asesina", un juego de palabras sobre el nombre en alemán Nordwand. Actualmente sigue considerándose un formidable desafío, debido más a la creciente caída de rocas y los cada vez menores neveros que por sus dificultades técnicas, que no son de las mayores dentro del alpinismo moderno. A menudo en verano no se puede subir debido a la caída de rocas; cada vez más, los escaladores están eligiendo subirla en el invierno, cuando la desmenuzada pared está fortalecida por el hielo. Las rocas que se descomponen y caen con el calor son uno de los principales peligros de esta cara, ya que es una montaña que se disgrega o se desmorona. La inestabilidad de la cara se acreditó el 15 de julio de 2006, cuando alrededor de 700.000 metros cúbicos de roca se derrumbaron en el lado este. Era algo que se advertía desde hacía semanas, y además cayó en una zona deshabitada; por ello ni hubo heridos ni daños en edificaciones.

## Historia

### Primeros ascensos

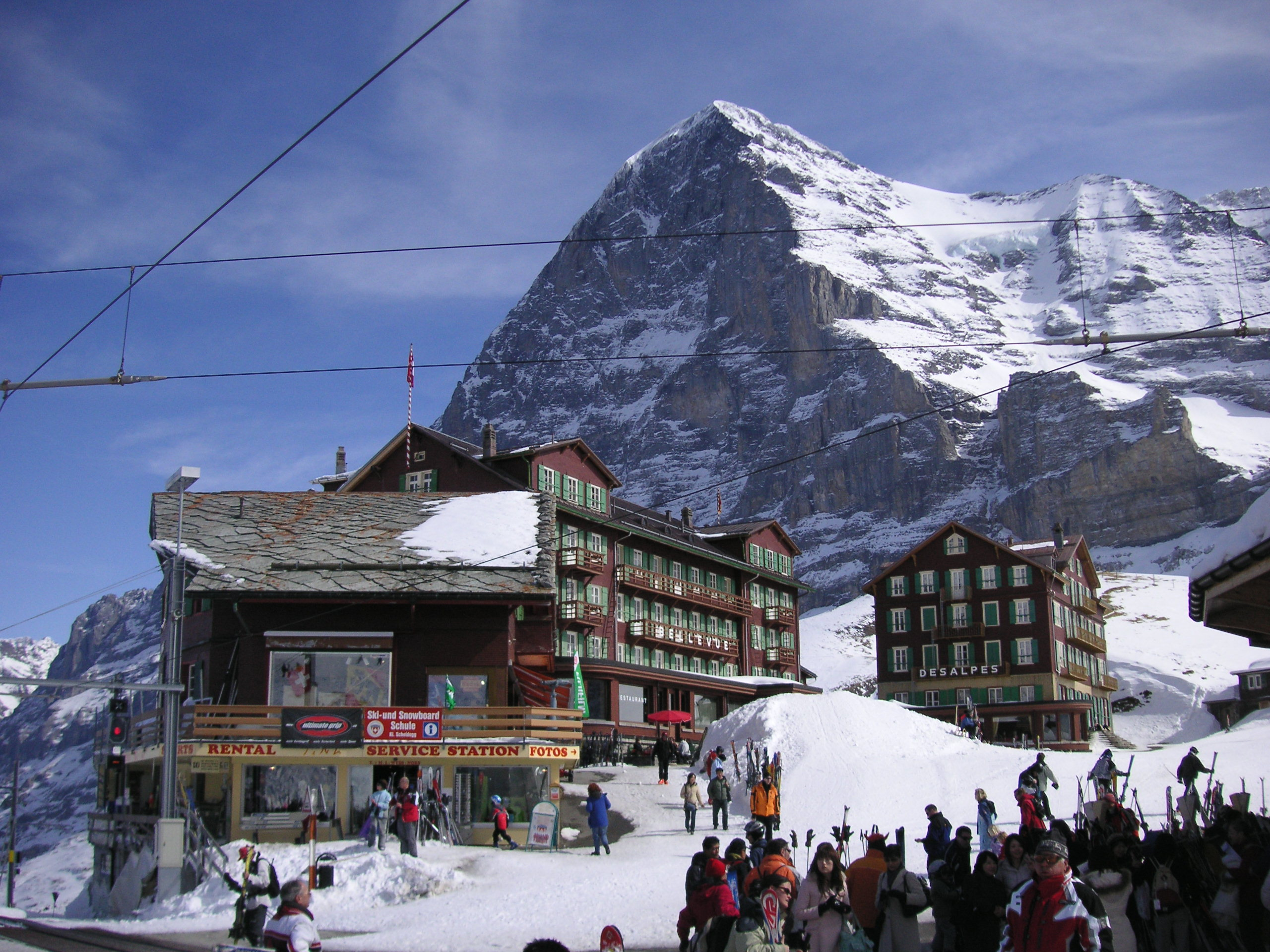
Vista desde la estación de ferrocarril de Kleine Scheidegg.

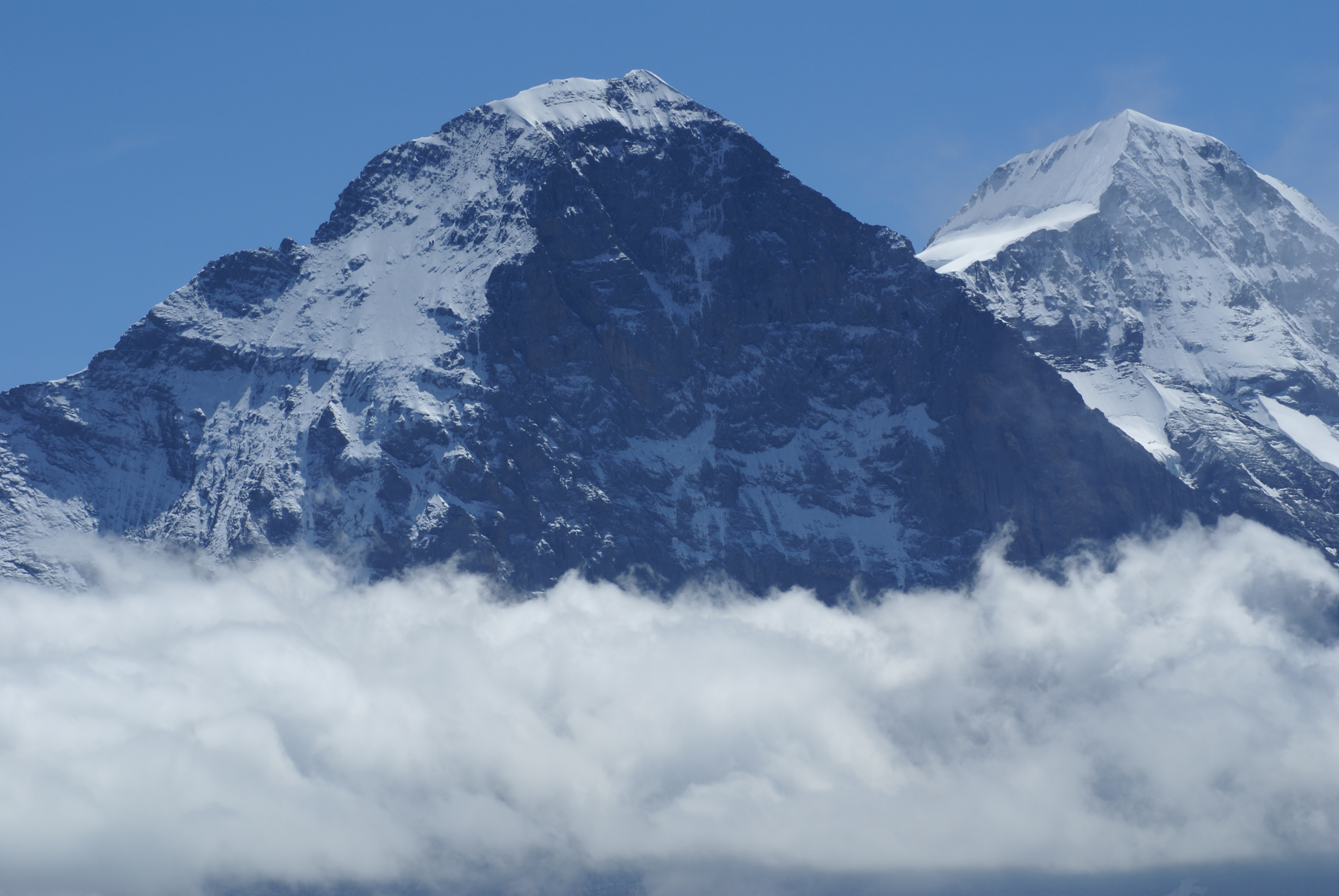
El Eiger desde el lado este (y el Mönch detrás).

La primera ascensión al Eiger se realizó sin gran dificultad por los guías suizos Christian Almer, Peter Bohren y el irlandés Charles Barrington el 11 de agosto de 1858, por una compleja ruta en la cara occidental. Empezaron a las 3:00 de la tarde desde Wengen. Barrington describe una ruta que en gran parte se sigue también hoy, discurriendo cerca del borde de la cara norte durante gran parte del camino. Alcanzaron la cumbre alrededor del mediodía, permanecieron durante unos 10 minutos y descendieron en alrededor de cuatro horas. Barrington narra la llegada a la cumbre, diciendo: "los dos guías amablemente me cedieron el lugar del primer hombre arriba". Su ascenso fue confirmado por la observación de una bandera dejada en la cumbre. Según la obra de Harrer La araña blanca, al principio Barrington pensaba hacer el primer ascenso del Cervino, pero económicamente no podía hacerlo y se quedó en la región del Eiger.
Escalada la montaña por la cara oeste, comenzaron a intentarse los ascensos invernales y otras caras. Así, la arista suroeste fue subida por vez primera el 14 de julio de 1871, por W. A. B. Coolidge, Meta Brevoort, Christian Bohren, Christian Almer y Ulrich Almer. El primer ascenso en invierno se hizo en 1890, por Mead y Woodroffe, con los guías Ulrich Kaufmann y Christian Jossi. Entre 1896 y 1912 se construyó el tren de cremallera del Jungfraujoch. La arista este Mittellegi fue ascendida por vez primera el 10 de septiembre de 1921 por Yuko Maki, Fritz Amatter, Fritz Steuri y Samuel Brauwand. En 1924 se hizo la primera ascensión esquiando por el glaciar del Eiger.

### Intentos en la cara norte
Después de abrirse en 1932 la ruta Lauper por la cara noreste por Hans Lauper, Alfred Zürcher, Alexaner Graven y Joseph Knubel, sólo quedaba el gran desafío de la cara norte. La batalla para ascender la cara norte cautivó el interés tanto de los escaladores como de quienes no lo eran. El primer intento por la cara norte lo hicieron en 1934 Willy Beck, Kurt Löwinger y Georg Löwinger, quienes alcanzaron los 2900 metros antes de descender atravesando una ventana que iba hasta el túnel del ferrocarril del interior de la montaña.
En 1935 dos jóvenes alemanes de Baviera, Karl Mehringer y Max Sedlmeyer, llegaron a Grindelwald para intentar ascender a la cara. Tuvieron que esperar mucho a que el tiempo mejorase; cuando las nubes se abrieron, empezaron a subir. Alcanzaron la altura de la estación Eigerwand y su primer vivac. Al día siguiente, debido a mayores dificultades, ganaron poca altura. Al tercer día, a duras penas progresaron algo en vertical. Por la noche estalló una tormenta y la montaña quedó oculta en la niebla; luego empezó a nevar. Avalanchas de nieve empezaron a barrer la pared y las nubes se cerraron sobre ella. Dos días después, hubo un breve momento cuando las nubes se aclararon y la montaña fue visible durante un rato. El progreso de las escaladas se veía con facilidad por los telescopios desde Kleine Scheidegg, un paso entre Grindelwald y Lauterbrunnen conectado por ferrocarril. El contraste entre la civilizada comodidad de la estación y las dificultades de los jóvenes que se morían a corta distancia captó la atención de los medios de comunicación internacionales. En este caso, la gente podía ver a los dos hombres, un poco más arriba y preparados para hacer vivac por quinta vez. Luego la niebla cayó de nuevo y ocultó a los escaladores. Unos pocos días después el tiempo finalmente se aclaró, revelando una cara norte completamente blanca. Los dos escaladores murieron congelados y se los encontró a 3300 metros, en un lugar conocido como el "Vivac de la muerte".

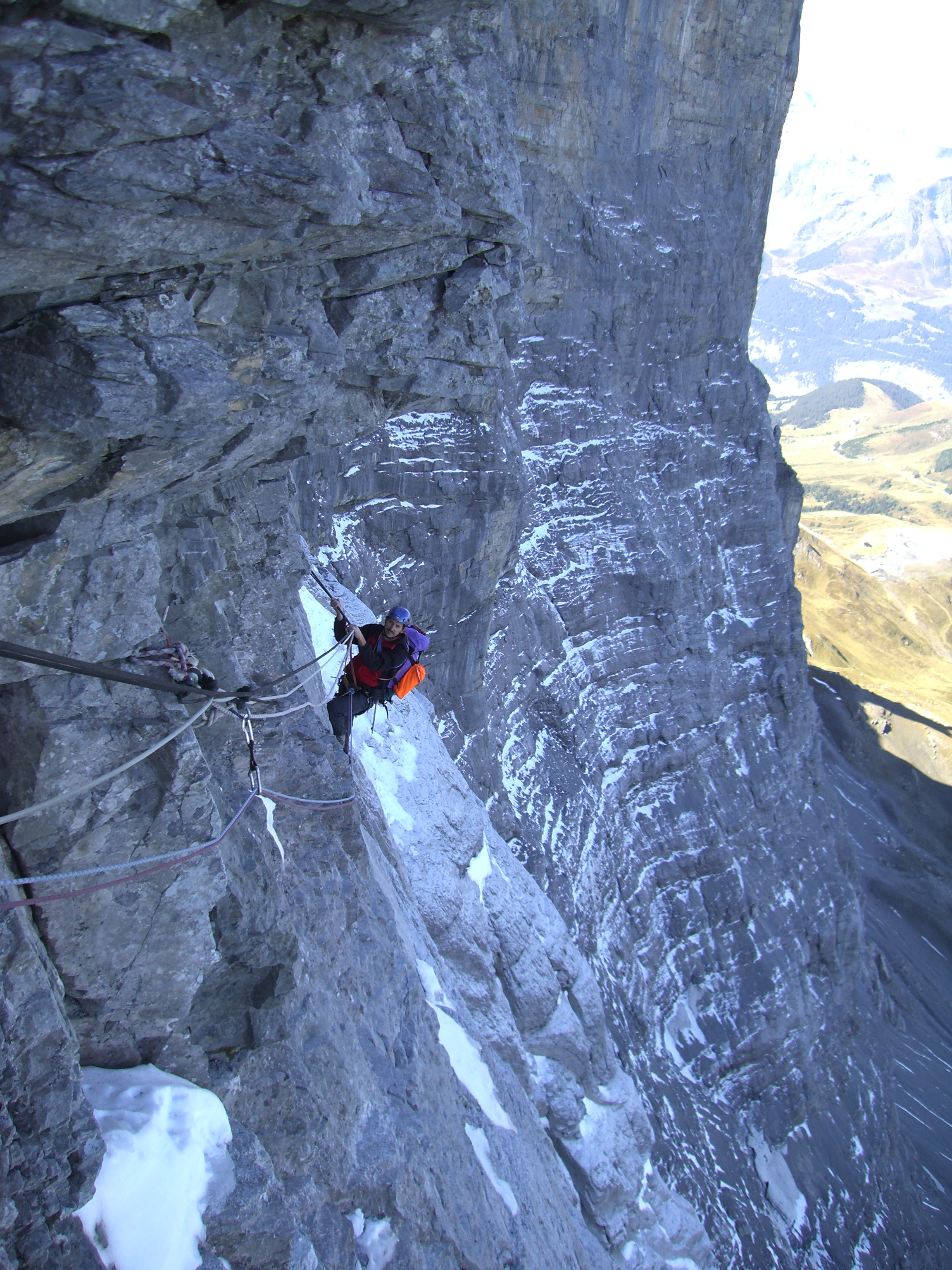
En la travesía Hinterstoisser.

Al año siguiente, diez jóvenes escaladores de Austria y Alemania marcharon a Grindelwald y acamparon al pie de la montaña. Antes de empezar sus intentos, uno de ellos murió en un ascenso de entrenamiento, y el tiempo fue tan malo durante ese verano que después de esperar un cambio, y viendo que no llegaba ninguno, varios miembros del grupo abandonaron. De los cuatro que quedaron, dos eran bávaros, Andreas Hinterstoisser y Toni Kurz, el más joven del grupo, y dos eran austriacos, Willy Angerer y Edi Rainer. Cuando el tiempo mejoró, hicieron una exploración preliminar de la parte inferior de la pared. Hinterstoisser cayó 120 metros pero no resultó herido. Unos pocos días después los cuatro hombres finalmente empezaron el ascenso a la cima. Subieron rápidamente, pero al día siguiente, después de su primer vivac, el tiempo cambió; las nubes bajaron y los observadores dejaron de ver al grupo. No volvieron a reanudar el ascenso hasta el día siguiente, cuando, durante un rato, se vio al grupo descendiendo, pero desde el suelo sólo se los veía intermitentemente. El grupo no tuvo más remedio que retirarse desde el "Vivac de la muerte", ya que Angerer sufrió algunas heridas terribles como resultado de la caída de rocas. Llegaron a una zona especialmente difícil que no pudieron resolver; en el ascenso, Hinterstoisser penduló con una cuerda para superar una placa caliza de 75° de inclinación, que luego dejó para que pasaran sus otros tres compañeros y la retiraron. Al no poder superar ese paso en el descenso, tuvieron que bajar directamente. El tiempo empeoró durante dos días. Al final, fueron barridos por un alud. Hinterstoisser se despeñó y los tres restantes quedaron colgando de una cuerda. El de arriba murió asfixiado contra el clavo que los sostenía y el de abajo murió al fracturarse el cráneo del golpe contra la pared. El de en medio, Toni Kurz, sobrevivió al alud y quedó colgando de la cuerda. Tres guías comenzaron un rescate extremadamente peligroso. Fracasaron a la hora de alcanzarlo, pero llegaron a una distancia desde la que se podía hablar y entonces Kurz les pudo narrar lo ocurrido.
Por la mañana los tres guías regresaron, atravesando la pared desde un agujero cerca de la estación Eigerwand y arriesgando sus vidas bajo avalanchas incesantes. Toni Kurz aún vivía, pero estaba casi indefenso, con una mano y un brazo completamente congelados. Kurz se armó de valor después de cortar la cuerda que lo unía a su compañero muerto más abajo y pudo unir las cuerdas para intentar escapar de la pared. Los guías no fueron capaces de superar el saliente, imposible de escalar, que los separaba de Kurz. Lograron darle una cuerda lo suficientemente larga para alcanzarlos uniendo dos cuerdas juntas. Mientras descendía, a Kurz se le atascó el nudo por el mosquetón y no pudo hacerlo pasar por él. Intentó durante horas alcanzar a sus rescatadores, que estaban sólo unos pocos metros por debajo de él. Luego empezó a perder la consciencia. Uno de los guías, subiendo por encima de los hombros de otro, fue capaz de tocar la punta de los crampones de Kurz con su piolet, pero no pudo llegar más arriba. Kurz fue incapaz de descender más y, a pesar de que luchó hasta el límite de sus fuerzas, acabó muriendo lentamente, agotado por completo, a 40 metros del equipo de rescate.
En 1937 intentaron subir la cara norte del Eiger Matthias Rebitsch y Ludwig Vörg. Empezaron a escalar el 11 de agosto y alcanzaron un punto alto de unos pocos largos de cuerda por encima del "Vivac de la muerte". Estalló una tormenta y, después de tres días en la pared, tuvieron que retirarse. Aunque el intento no tuvo éxito, fueron los primeros escaladores que volvieron vivos de un intento serio en la pared.
En 1938 fueron los italianos Bartolo Sandri y Mario Berti, alpinistas de Valdagno, quienes murieron al caer de la pared al ser sorprendidos por una tormenta; partieron el 21 de junio, y murieron cayendo en las proximidades de la "Fisura difícil", en la parte baja de la pared.
Como la mayor parte de estos primeros intentos de subir la cara norte acabaron trágicamente, las autoridades bernesas llegaron a prohibir su escalada y amenazaron con multar a cualquiera que lo intentase de nuevo. En 1938, Edward Lisle Strutt, editor del Alpine Journal, llamó a la cara norte del Eiger "una obsesión para los mentalmente trastornados" y "la variante más imbécil desde que empezó el montañismo".

### Primer ascenso a la cara norte

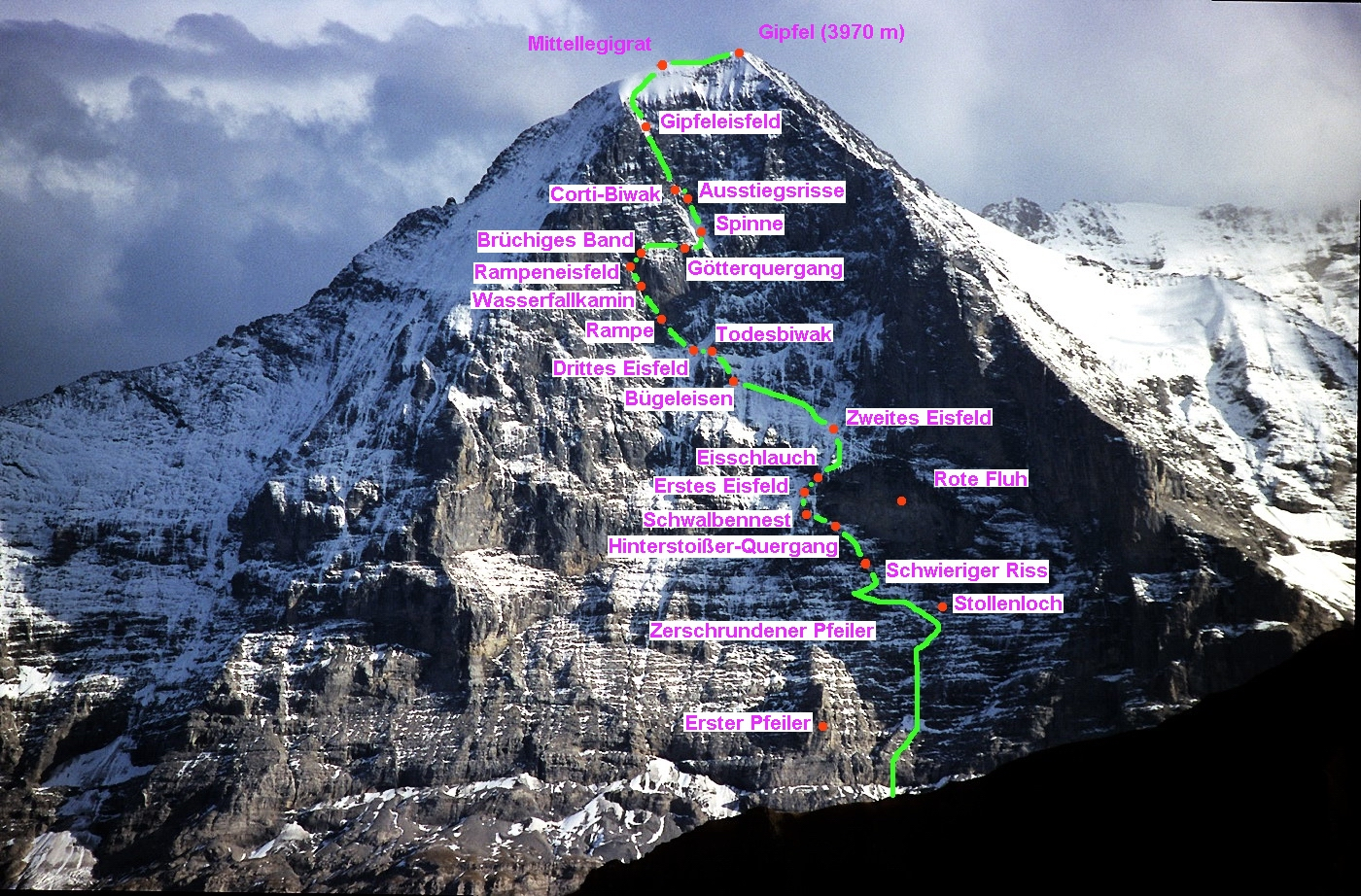
La ruta Heckmair.

La reputación de que la Eigerwand era una cara inescalable terminó en ese mismo año 1938, cuando cuatro escaladores alcanzaron la cumbre por la que hoy se conoce como "vía de 1938" o "Heckmair" y está considerada como la ruta clásica. Esa cara norte se utilizó en aquella época por las autoridades nazis como una especie de desafío nacionalista, de manera que se estimaba que esa pared, la última gran cara norte que quedaba por conquistar, el último gran problema de los Alpes, debía ser lograda por jóvenes de raza aria. En principio eran dos grupos independientes. Los alemanes Heckmair y Vörg por un lado y los austríacos Harrer y Kasparek por otro. Harrer ni siquiera llevaba crampones. Empezaron a subir los austríacos. Al día siguiente empezaron los alemanes, que se les unieron usando la cuerda fija para cruzar la llamada Travesía Hinterstoisser. Decidieron unir sus fuerzas y subieron como un grupo de cuatro liderados por el experimentado Heckmair. Éste escribió más tarde: "Nosotros, los hijos del viejo Reich, unidos con nuestros compañeros de la Frontera Oriental para marchar juntos a la victoria".
La expedición se vio constantemente amenazada por avalanchas de nieve. Ascendieron tan rápidamente como podían entre las caídas. Al tercer día estalló una tormenta y el frío fue intenso. Los cuatro hombres se vieron atrapados en una avalancha conforme subían "la Araña", pero todos tuvieron fuerza suficiente para evitar ser barridos de la pared. Los miembros alcanzaron con éxito la cumbre a las cuatro de la tarde del 24 de julio de 1938. Estaban tan cansados que sólo tuvieron fuerza para descender por la ruta normal a través de una feroz ventisca. En tres días habían logrado superar la cara norte del Eiger.

### Ascensos posteriores

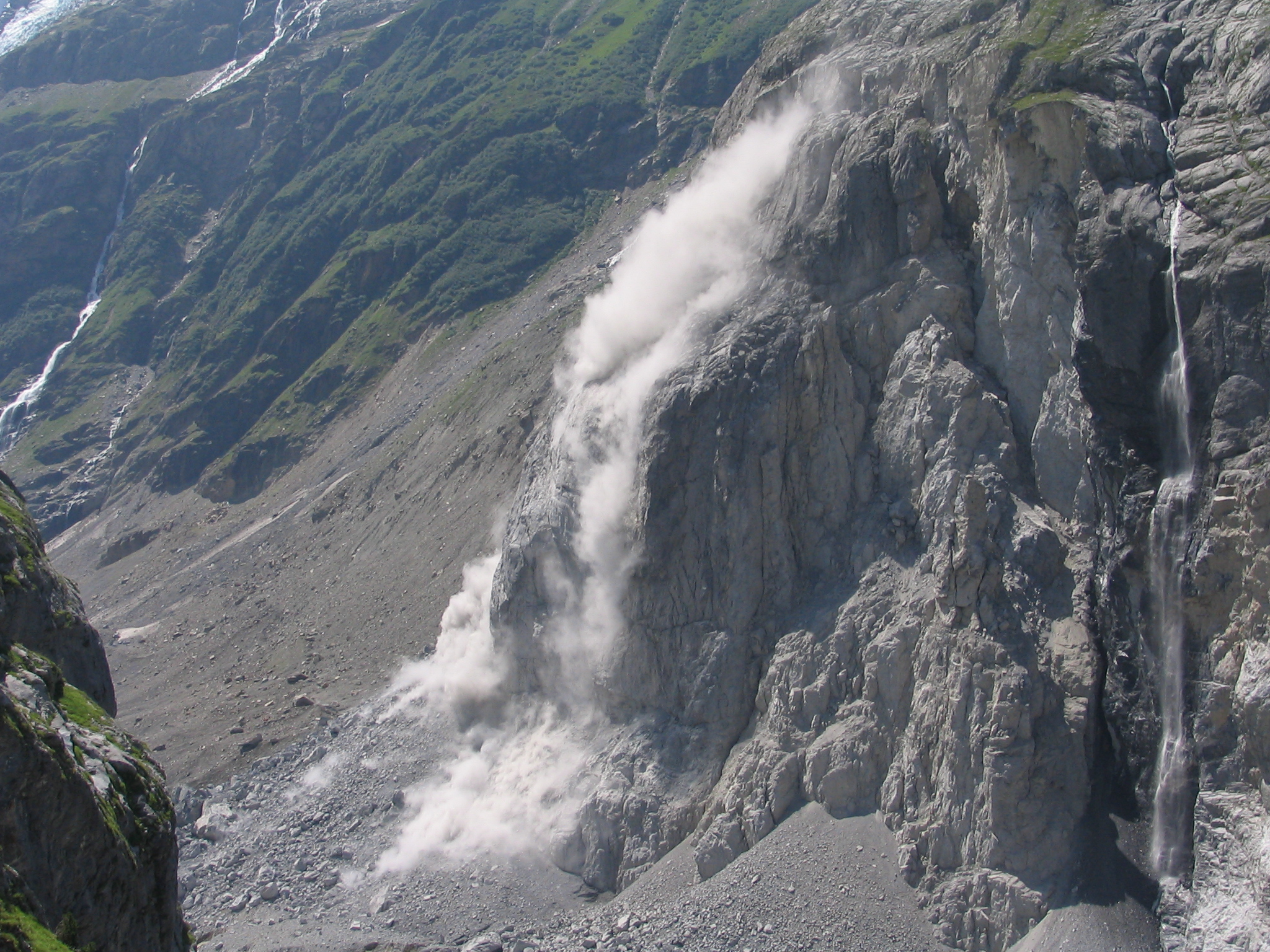
Caída de rocas sobre el valle del glaciar Grindelwald inferior.

Después de la Segunda Guerra Mundial, la cara norte fue ascendida dos veces en 1947: primero por un grupo de dos guías franceses, Louis Lachenal y Lionel Terray, luego por un grupo suizo que estaba formado por H. Germann, con Hans y Karl Schlunegger.

#### Años 50
Vencida la cara norte, comienza la carrera por hacerlo en menos tiempo. Así, en un solo día subieron la cara norte en 1950 Leo Forstenlechner y Erich Wascak, tardando 18 horas.
No dejaba de ser un ascenso peligroso, como demuestra el decimotercer ascenso, realizado en 1957 por dos italianos, Claudio Corti y Stefano Longhi, junto a dos escaladores alemanes, Franz Meyer y Gunther Nothdurft. Encontraron extremas dificultades en la parte más alta de la ruta. Nothdurft enfermó. Corti había sido golpeado por una piedra que cayó, y Meyer y Nothdurft lo dejaron con todas sus provisiones, incluyendo una pequeña tienda, e intentaron descender de la montaña y pedir rescate. Corti, que a su vez había sido golpeado por una piedra que cayó, se convierte en el primer hombre rescatado de la cara desde arriba en una famosa acción de rescate con 54 hombres (primero emprendido por escaladores voluntarios y guías no suizos). Bajaron a Corti desde la cumbre en un cable de acero por el sistema de rescate de Ludwig Gramminger. Longhi, que sufría severas congelaciones, cayó cerca de "la Araña" y no pudo ser subido por sus compañeros. No fue tan afortunado como Corti y murió a la intemperie antes de ser rescatado. Meyer y Nothdurft murieron en una avalancha en su descenso de la cara oeste del Eiger después de terminar el 13.º ascenso de la cara norte. El cuerpo de Longhi permaneció en la pared durante más de dos años antes de ser recuperado.
Como Nothdurft y Meyer murieron en la ruta de descenso, se les reconoció a Kurt Diemberger y Wolfgang Stefan, su ascenso del año 1958 como el decimocuarto de la cara norte del Eiger.
En 1959, Adolf Derungs y Lucas Albrecht, dos albañiles suizos, subieron por la pared con equipamiento muy primitivo. Derungs llevaba cuatro camisas una encima de otra, y Albrecht un viejo abrigo. Ambos estudiantes, valientes hasta el punto de la imprudencia y muy duros, descendieron por la noche por el lado oeste. Tres años después, en 1962, Derungs desapareció mientras intenta un ascenso en solitario por la cara norte.

#### Años 60
En los años sesenta, se suceden los ascensos de la cara norte por grupos formados íntegramente con escaladores de una nacionalidad: el primer ascenso totalmente checoslovaco entre el 30 de agosto y el 2 de septiembre de 1961, por Radovan Kuchař y Zdeno Zibrín (19.ª total); el totalmente polaco entre el 31 de agosto y el 2 de septiembre de ese mismo año, por Stanisław Biel y Jan Mostowski (20.ª en total); en 1962 el italiano por Armando Aste, Pierlorenzo Acquistapace, Gildo Airoldi, Andrea Mellano, Romano Perego y Franco Solina y el británico por Chris Bonington y Ian Clough. Entre el 28 y el 31 de julio de 1968 se produjo el primer ascenso de la arista norte, por un equipo polaco: Krzysztof Cielecki, Tadeusz Łaukajtys, Ryszard Szafirski, Adam Zyzak.
Se empezaron a hacer los ascensos en invierno, a partir del primero, que fue en el año 1961, entre el 6 y el 12 de marzo, por Toni Kinshofer, Anderl Mannhardt y Toni Hiebeler. Y el primer ascenso en solitario, entre el 2 y el 3 de agosto de 1963, por Michel Darbellay, en alrededor de 18 horas de escalada. Y entre el 1 y el 3 de septiembre de 1964, se produjo el primer ascenso por la cara norte de una mujer, la alemana Daisy Voog, con Werner Bittner.
La montaña conserva su fama asesina, con la muerte, en 1963, de los aragoneses Alberto Rabadá y Ernesto Navarro, que intentaban ser los primeros españoles en lograr la Nordwand. Sus cuerpos se recuperaron en la Araña en diciembre por tres guías suizos que completaron el primer descenso de la cara norte, entre el 27 y el 31 de diciembre de ese mismo año. Josep Manel Anglada y Jordi Pons, que ya intentaron escalarla sin éxito en el año 1962, consiguieron ser los primeros españoles en superar la cara norte del Eiger entre el 4 y el 7 de agosto de 1964. La segunda ascensión española fue realizada por César Pérez de Tudela y Carlos Romero Baró entre el 27 y el 30 de julio de 1969.
Quedaba abrir una vía directa. Después de que se rompiera una cuerda fija, el estadounidense John Harlin II se precipitó y murió el 22 de marzo de 1966 mientras intentaba abrir la direttissima, o la ruta "más directa" hasta la cima. Su colega, el escocés Dougal Haston, se unió al equipo competidor de Siegi (Siegfried) Hupfauer, Jörg Lehne, Günter Strobel y Roland Votteler, y siguieron adelante hasta completar la primera vía directa el 25 de marzo, a la que llamaron "Ruta John Harlin" (Harlin route) en honor de Harlin.

#### Años 70 en adelante
En adelante siguieron haciéndose nuevos ascensos nacionales en la pared norte. El primer ascenso belga a la pared se hizo en el año 1971 por Renaat Van Malderen y Vincent de Waele; el neerlandés en 1977, por Ronald Naar y Bas Gresnigt. En 1970, Eric Jones ascendió el Eiger, y con el cámara Leo Dickinson hizo el primer film completo del ascenso del Eiger en 1970, con el primer ascenso en solitario británico de Jones en 1981, lo que dio como resultado la película Eiger Solo.
Para añadir más dificultad, se realizaron ascensos en invierno. En 1982 Harry Kent hizo el primer ascenso estadounidense en invierno. El esloveno Slavko (Miroslav) Svetičič, que el 21 de julio de 1984 había ascendido en solitario por la ruta clásica, tardando 8 horas, en 1990, entre el 14 y el 15 de enero, ascendió en solitario la cara norte por la ruta Harlin en 26 horas, su primer ascenso en invierno. En 1991 Jeff Lowe hizo el primer ascenso, ruta Metanoia, cara norte, solo, en invierno, y sin sujeciones.   
Desde que el 1974 Reinhold Messner y Peter Habeler subieron la cara norte en 10 horas, se intentó recortar el tiempo de escalada. El 28 de enero de 2008, los montañeros suizos Roger Schäli y Simon Anthamatten establecen un nuevo récord para ascenso en grupo (de la ruta Heckmair) ascendiendo en 6 horas y 50 minutos. Un mes más tarde, el 23 de febrero, los también suizos Daniel Arnold y Stephan Ruoss mejoran el récord ascendiendo por la ruta Heckmair en 6 horas y 10 minutos.
Más rápido aún evolucionó el ascenso en solitario. El 25 de agosto de 1981, el guía suizo Ueli Bühler hizo la cara norte en 8 horas y media. En 1982, el esloveno Franček (Franc) Knez tardó 6 horas. El 27 de julio de 1983, el austriaco Thomas Bubendorfer escala, sin cuerda, en 4 horas y 50 minutos, recortando casi hasta la mitad el tiempo de Bühler. Su récord lo recortó en 10 minutos el 24 de marzo de 2003 el italiano Christoph Hainz, que tardó 4 horas y 40 minutos. El 21 de febrero de 2007 es el suizo Ueli Steck quien bate el récord de Christoph Hainz, haciendo la cara norte en solitario en 3 horas y 54 minutos. Al año siguiente U. Steck batió su propio récord, marcando 2 horas, 47 minutos y 33 segundos el 13 de febrero de 2008. El 31 de mayo de ese año, U. Steck recibió el primer Premio Eiger.
A pesar de la mejora en técnicas de escalada, seguridad y en los sistemas de rescate, siguieron produciéndose accidentes en el Eiger. En el año 1971, Peter Siegert y Martin Biock son recuperados desde arriba del "Vivac de la muerte" hasta un helicóptero, el primer rescate de este tipo que tuvo éxito. El 18 de julio de 1992, tres clientes de BMG/UIAGM/IFMGA murieron en una caída por el lado oeste: Willie Dunnachie, Edward Gaines y Phillip Davies.
Pueden mencionarse otros hitos en el Eiger a lo largo de los últimos cuarenta años:
- 1970: Primer descenso en esquí por la cara oeste, por Sylvain Saudan.
- 1976: Primer ascenso en estilo alpino de la Eiger Directa (Ruta Harlin) por Alex MacIntyre (UK) y Tobin Sorenson (USA).[27]
- 1983, 21 de marzo-2 de abril (13 días en la pared): Primer ascenso en solitario y nueva ruta en la cara (la ideal direttissima) por el eslovaco Pavel Pochylý Pavel Pochylý.[28]
- 1992, 10 de marzo: Catherine Destivelle (Francia) hace en solitario la cara norte en 17 horas. Es el primero ascenso femenino en solitario de tan seria y peligrosa cara alpina.[29]
- 1997: Benedetto Salaroli, con 72 años de edad, se convierte en el hombre más viejo que ascendió la cara norte, ascendiéndola en un solo día con los guías Ueli Buhler y Kobi Reichen
- 2006, 14 de junio: François Bon y Antoine Montant hacen el primer descenso speedflying del Eiger.[30][31]
- 2007, 9 de abril: Christophe Profit, un guía de montaña francés, sube por la pared por décima vez.
- 2008, 7 de agosto: Dean Potter (USA) hace en solitario y libre Deep Blue Sea (5.12+) en la cara norte, luego hace salto BASE desde la cumbre usando un equipo ultraligero que llevaba durante la escalada.

Y, finalmente, una vez que se extendió la idea de encadenamiento, o de subir de una manera sucesiva en el menor tiempo posible el Eiger dentro de un ascenso más amplio que incluya otras cumbres.

## Referencias en literatura, cine y música

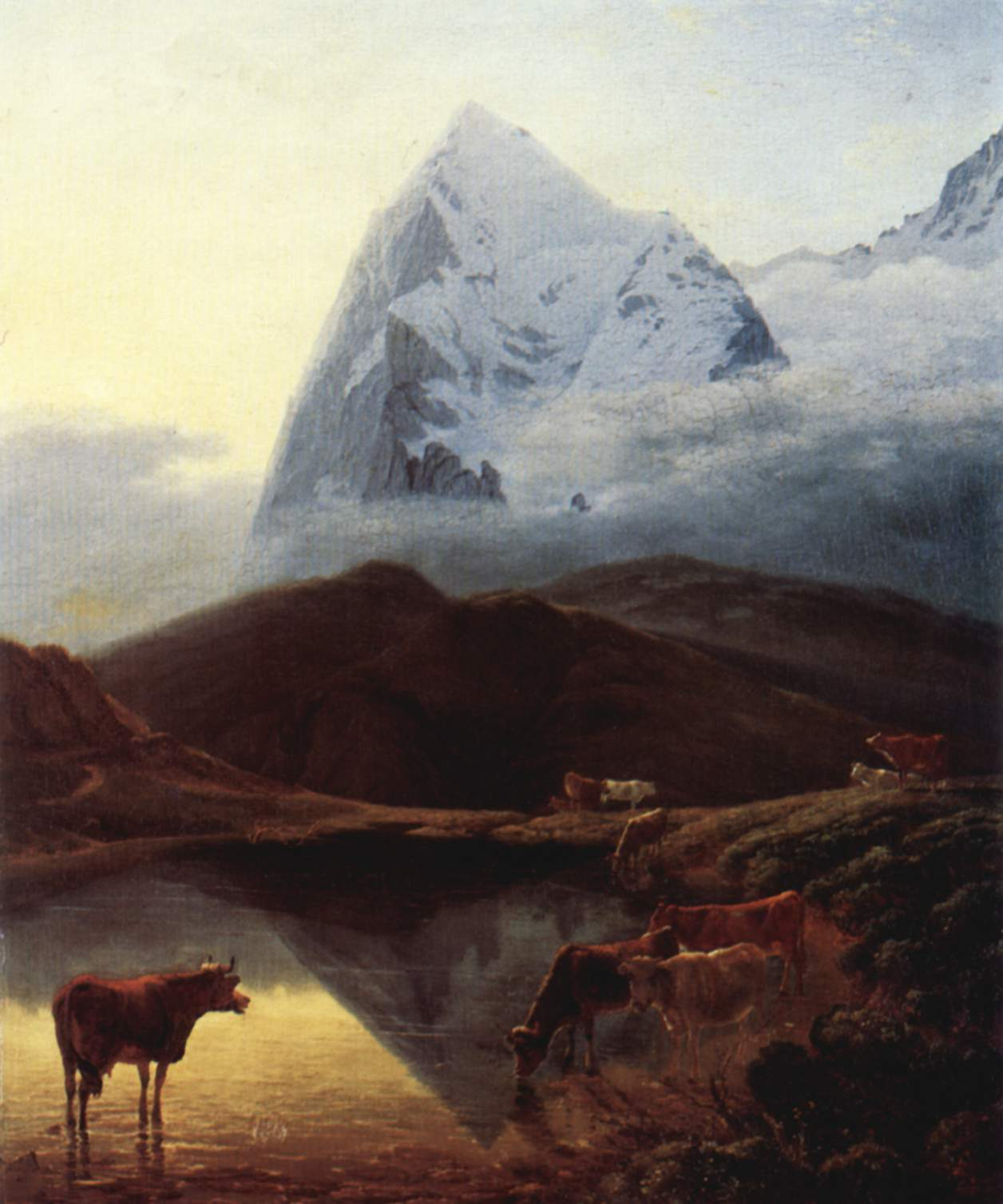
Maximilien de Meuron en el Eiger en el Siglo XIX.

## Las vías de la cara norte

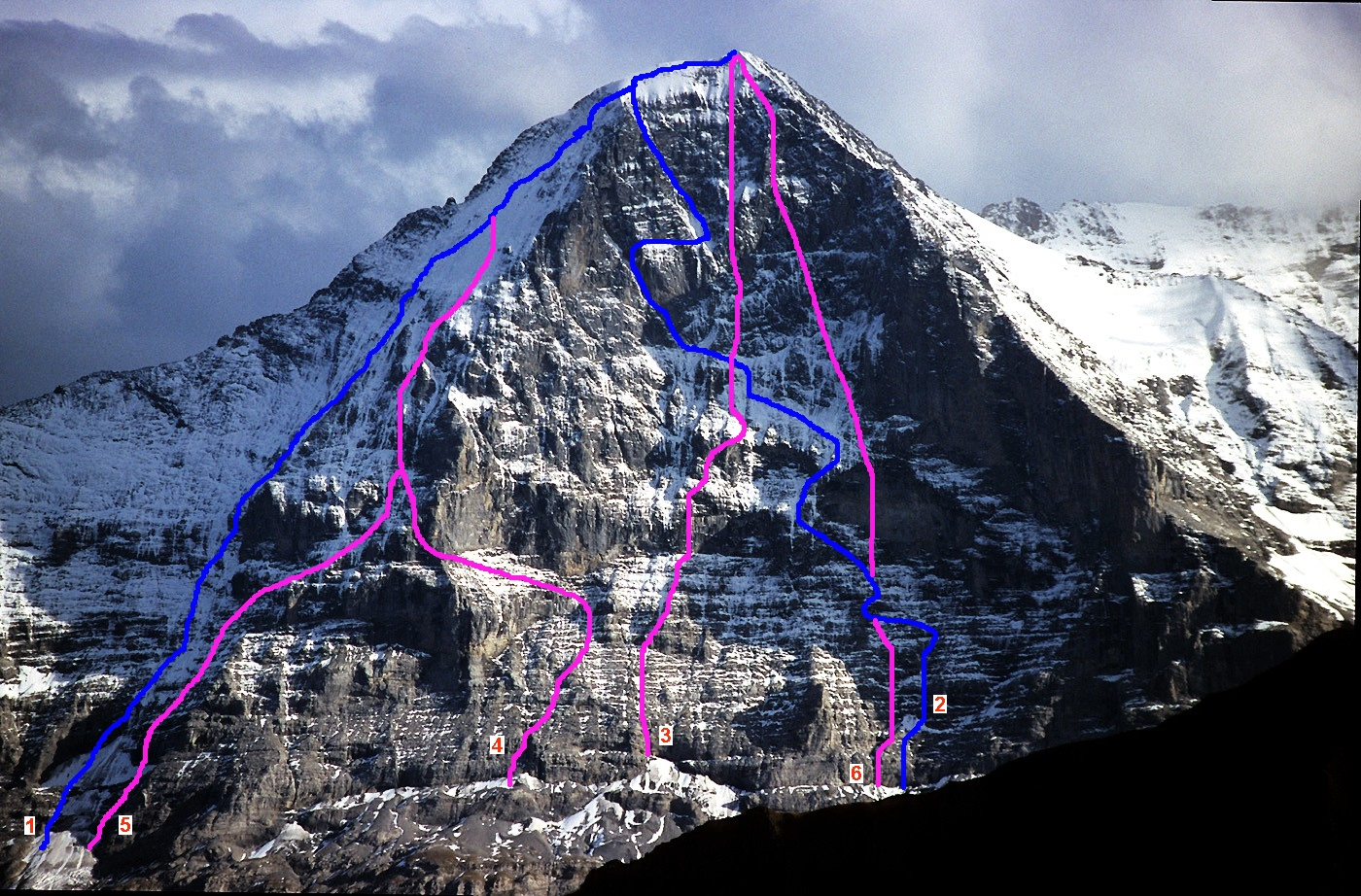
De 1932 a 1969: 1= Vía Lauper 2= Vía Heckmair 3= Directísima Harlin 4= Pilar norte vía polaca 5= Pilar norte vía Messner 6= Directísima japonesa
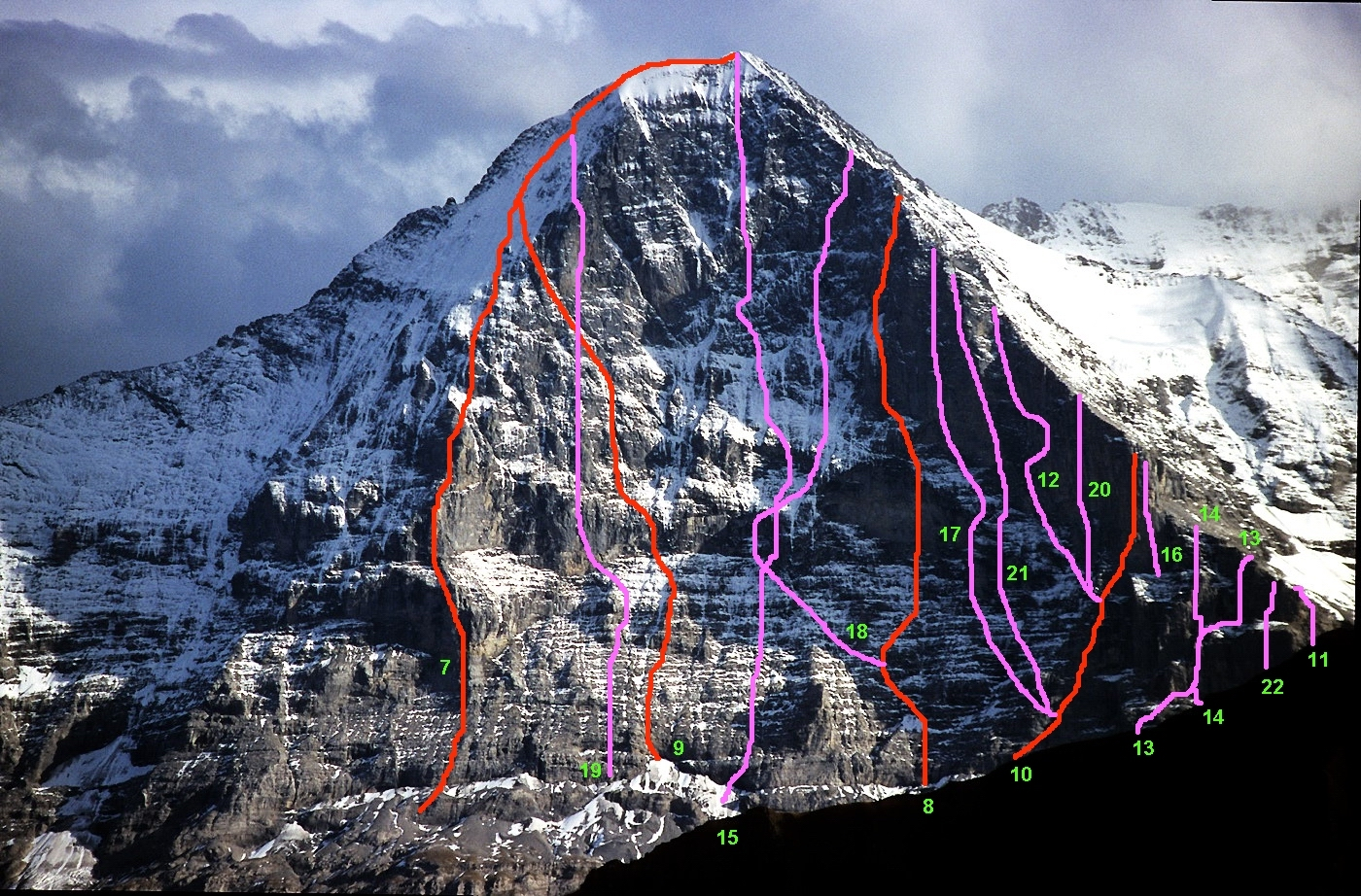
De 1970 a 1988 7= Directa del pilar oeste 8= Vía checa 9= Vía checa II 10= Las puertas del caos 11= Arista oeste (direkt, 30.07.1980), 12= Nordverschneidung 13= Vía Knez 14= Vía Ochsner-Brunner 15= Directísima ideal 16= Spit verdonesque édenté 17= Directísima Piola-Ghilini 18= Hiebeler-Gedächtnisweg 19= Vía eslovena 20= Eigersanction 21= Gelber Engel 22= Löcherspiel
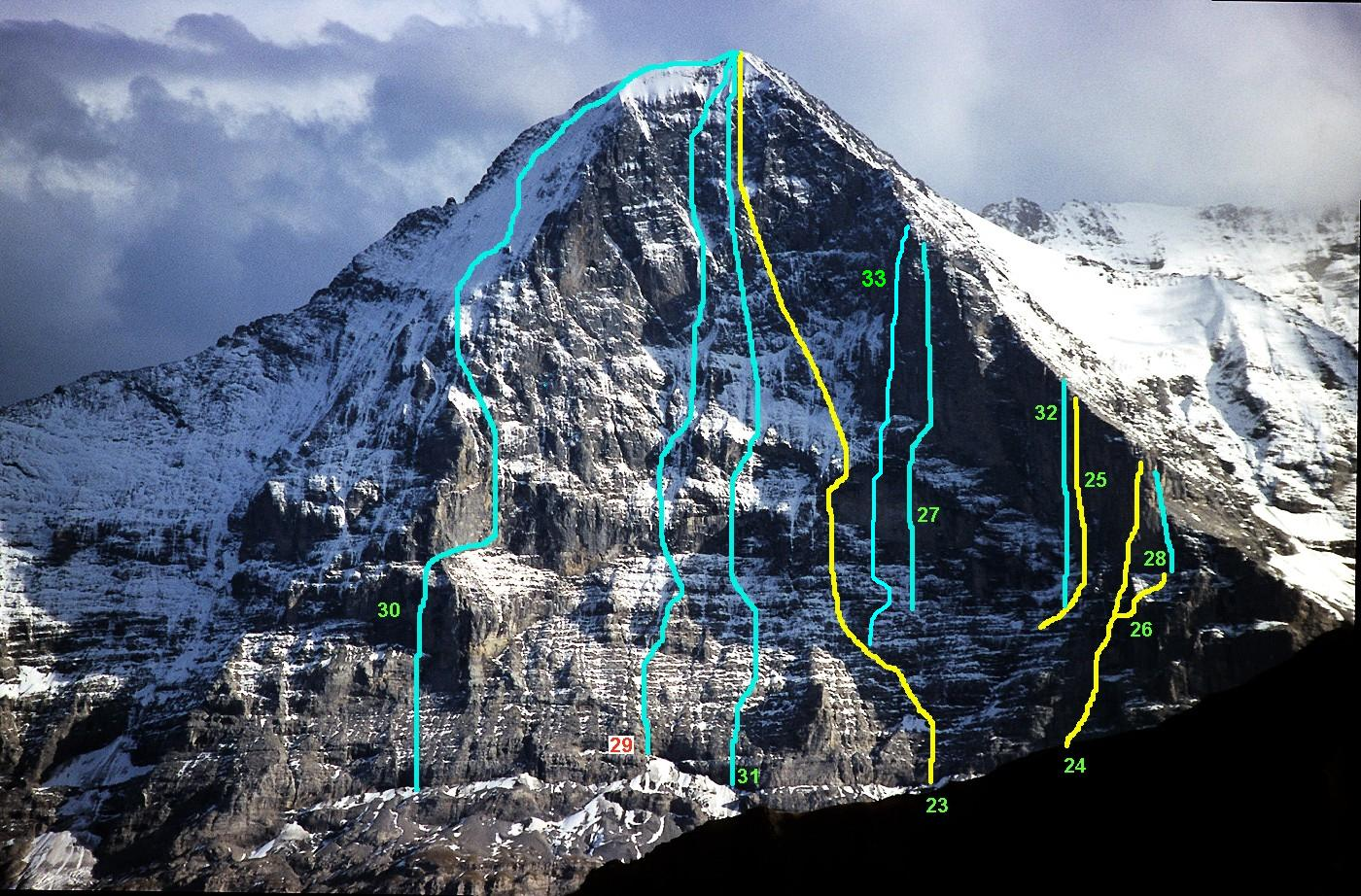
De 1991 a 2007 23= Metanoia 24= El canto del cisne 25= Yeti 26=Sinfonía de libertad 27= La vida es silbar 28= Deep Blue Sea 29= La joven araña 30= Griff ins Licht 31= Directísima rusa 32= Magic Mushroom 33=Paciencia

- De 1932 a 1969: 
1= Vía Lauper
2= Vía Heckmair
 3= Directísima Harlin
4= Pilar norte vía polaca 
5= Pilar norte vía Messner
 6= Directísima japonesa
- De 1970 a 1988 
7= Directa del pilar oeste 
8= Vía checa 
9= Vía checa II 
10= Las puertas del caos 
11= Arista oeste (direkt, 30.07.1980),
 12= Nordverschneidung 
13= Vía Knez
14= Vía Ochsner-Brunner
 15= Directísima ideal 
16= Spit verdonesque édenté 
17= Directísima Piola-Ghilini
 18= Hiebeler-Gedächtnisweg 
19= Vía eslovena 
20= Eigersanction 
21= Gelber Engel 
22= Löcherspiel
- De 1991 a 2007 
23= Metanoia 
24= El canto del cisne 
 25= Yeti 
26=Sinfonía de libertad 
27= La vida es silbar 
 28= Deep Blue Sea 
29= La joven araña 
30= Griff ins Licht 
31= Directísima rusa 
32= Magic Mushroom 
33=Paciencia